# 先制鎮痛
先制鎮痛（せんせいちんつう、英: preemptive analgesia）とは、侵害受容器の状態変化を感知しないように、痛みが加わる前に鎮痛を開始するものである。この考え方は、臨床的観察に基づいて20世紀初頭に確立された。先行鎮痛とも呼ばれる。
全身麻酔に神経ブロックを併用すれば、手術中に痛みを感じなくなり、手術中の中枢神経系の変化による疼痛性瘢痕の形成を防ぐことができると提唱された。この考えは、1980年代初頭に一連の動物実験によって確かめられた。しかし、臨床的有効性に関しては明確なエビデンスは確立されてはいない。